# Melirídeos
Melirídeos (Melyridae) são uma família de besouros da superfamília Cleroidea.

## Descrição
A maioria são besouros alongados-ovais e de corpo mole 10 mm de comprimento ou menos. Muitos são brilhantemente padronizados em preto e marrom, amarelo ou vermelho. Alguns melírides ( Malachiinae ) têm estruturas laranja peculiares ao longo dos lados do abdômen, que podem ser evertidos e em forma de saco ou retraídos no corpo e discretos. Alguns melírides têm os dois antenómeros basais muito aumentados. A maioria dos adultos e larvas são predadores, mas muitos são comuns em flores. As espécies norte-americanas mais comuns pertencem ao gênero Collops ( Malachiinae ); C. quadrimaculatus é avermelhado, com duas manchas pretas azuladas em cada élitro.
Quatro espécies de Choresine da Nova Guiné (a mais abundante C. pulchra, a menos abundante C. semiopaca e as duas pouco frequentes C. rugiceps e C. sp. A, esta última ainda sem nome) foram encontradas contendo batracotoxinas, o que pode ser responsável pela toxicidade de algumas aves, como o ifrit de cabeça azul e o pitohui de capuz, que as comem. A hipótese de que os sapos Phyllobates na América do Sul obtêm batracotoxinas de gêneros relacionados dos Melyridae (Choresine não ocorre lá) não foi testada devido à dificuldade de trabalho de campo na Colômbia.

## História evolutiva
O fóssil mais antigo da família é o Sinomelyris e o Juraniscus do leito Daohugou do final do Jurássico Médio ( Caloviano ) na Mongólia Interior, China.  O membro mais antigo de Dasytinae é o Protodasytes do âmbar Charentese da França, com idades entre o início do Cretáceo Superior ( Cenomaniano ). 

## Distribuição
A família Melyridae contém mais de 100 gêneros em todo o mundo, com ~520 espécies em 48 gêneros na América do Norte e 16 gêneros na Europa; a maior diversidade está em regiões temperadas secas.

## Subfamílias
Várias autoridades, por vezes, trataram cada uma das subfamílias atualmente reconhecidas como famílias, e algumas tribos também receberam o status de família (por exemplo, "Attalomimidae"). A família Mauroniscidae foi removida de Melyridae em 1995, e de Rhadalidae em 2019.
- Dasytinae Laporte de Castelnau, 1840
- Malachiinae Fleming, 1821
- Melyrinae Leach, 1815

## Géneros selecionados
- Ablechrus Waterhouse, 1877
- Amauronia Westwood, 1839
- Amecocerus Solier 1849
- Anthocomus Erichson, 1840
- Anthodromius Redtenbacher, 1850
- Anthomalachius Tshernyshev, 2009
- Apalochrus Erichson, 1840
- Arthrobrachus Solier, 1849
- Astylus Laporte, 1836
- Asydates Casey, 1895
- Attalus Erichson, 1840
- Attalusinus Leng, 1918
- Axinotarsus Motschulsky, 1854
- Balanophorus MacLeay, 1872
- Byturosomus Motschoulsky, 1859
- Carphuroides Champion, 1923
- Carphurus Erichson, 1840
- Cerallus Jacquelin Du Val, 1859
- Cerapheles Mulsant & Rey, 1867
- Ceratistes Fischer von Waldheim, 1844
- Chaetocoelus Leconte, 1880
- Chalchas Blanchard, 1845
- Charopus Erichson, 1840
- Clanoptilus Motschulsky, 1854
- Collops Erichson, 1840
- Colotes Erichson 1840
- Condylops Redtenbacher, 1849
- Cordylepherus Evers, 1985
- Cradytes Casey, 1895
- Cyrtosus Motschulsky, 1854
- Danacea Laporte, 1838
- Dasytastes Casey, 1895
- Dasytellus Casey, 1895
- Dasytes Casey, 1895
- Dasytidius Schilsky, 1896
- Dicranolaius Champion, 1921
- Divales Laporte de Castelnau, 1836
- Dolichophron Kiesenwetter, 1867
- Dolichosoma Stephens, 1830
- Ebaeus Erichson, 1840
- Enallonyx Wolcott, 1944
- Endeodes LeConte, 1859
- Enicopus Stephens, 1830
- Eschatocrepis Leconte, 1861
- Falsomelyris Pic, 1913
- Hadrocnemus Kraatz, 1895
- Halyles Broun, 1883
- Haplomalachius Evers, 1985
- Hoppingiana Blaisdell, 1924
- Hylodanacaea Pic, 1926
- Hypebaeus Kiesenwetter, 1863
- Intybia Pascoe, 1866
- Laius Guérin-Méneville, 1830
- Leptovectura Casey, 1895
- Listropsis Blaisdell, 1924
- Listrus Motschoulsky, 1859
- Malachius Fabricius, 1775
- Melyris Fabricius, 1775
- Melyrodes Gorham, 1882
- Microlipus Leconte, 1852
- Nepachys Thomson, 1859
- Nodopus Marshall, 1951
- Pagurodactylus Gorham, 1900
- Psilothrix Redtenbacher, 1858
- Scelopristis Mayor, 2004
- Sphinginus Mulsant & Rey, 1867
- Spinapalochrus
- Tanaops Leconte, 1859
- Temnopsophus Horn, 1872
- Trichochrous Motschulsky, 1859
- Trophimus Horn, 1870
- Vecturoides Fall, 1930